# Jack Palance
Jack Palance, pseudonimo di Volodymyr Palahniuk (in ucraino Володимир Палагню́к; Hazleton, 18 febbraio 1919 – Montecito, 10 novembre 2006), è stato un attore statunitense di origini ucraine.
Ricordato soprattutto per i suoi ruoli da cattivo e i numerosi film western, vinse il premio Oscar al miglior attore non protagonista per il film Scappo dalla città - La vita, l'amore e le vacche (1991).

## Biografia
Nato da una famiglia di origine ucraina, crebbe nel quartiere minerario di Lattimer Mines ad Hazle Township, Pennsylvania. Era figlio di Anna Gramiak e di Ivan Palaniuk, un minatore di una cava di antracite, ed in gioventù egli stesso esercitò questo mestiere. Prima di avvicinarsi al mondo del cinema fece anche il pugile.
Per anni si disse che, durante la seconda guerra mondiale, il bombardiere su cui si trovava precipitò e che il suo volto rimase sfigurato. Le successive operazioni di chirurgia plastica gli avrebbero quindi dato quei lineamenti duri ed irregolari e quell'espressione grintosa che lo resero perfetto per i ruoli da cattivo. Fu egli stesso a rivelare, poco prima della morte, che l'intera storia fu solo una trovata pubblicitaria dei suoi agenti. Noto non soltanto per il volto solcato da profonde rughe, ma anche per la sua voce stentorea, nella sua lunga carriera apparve in circa centotrenta film per il cinema e la televisione.

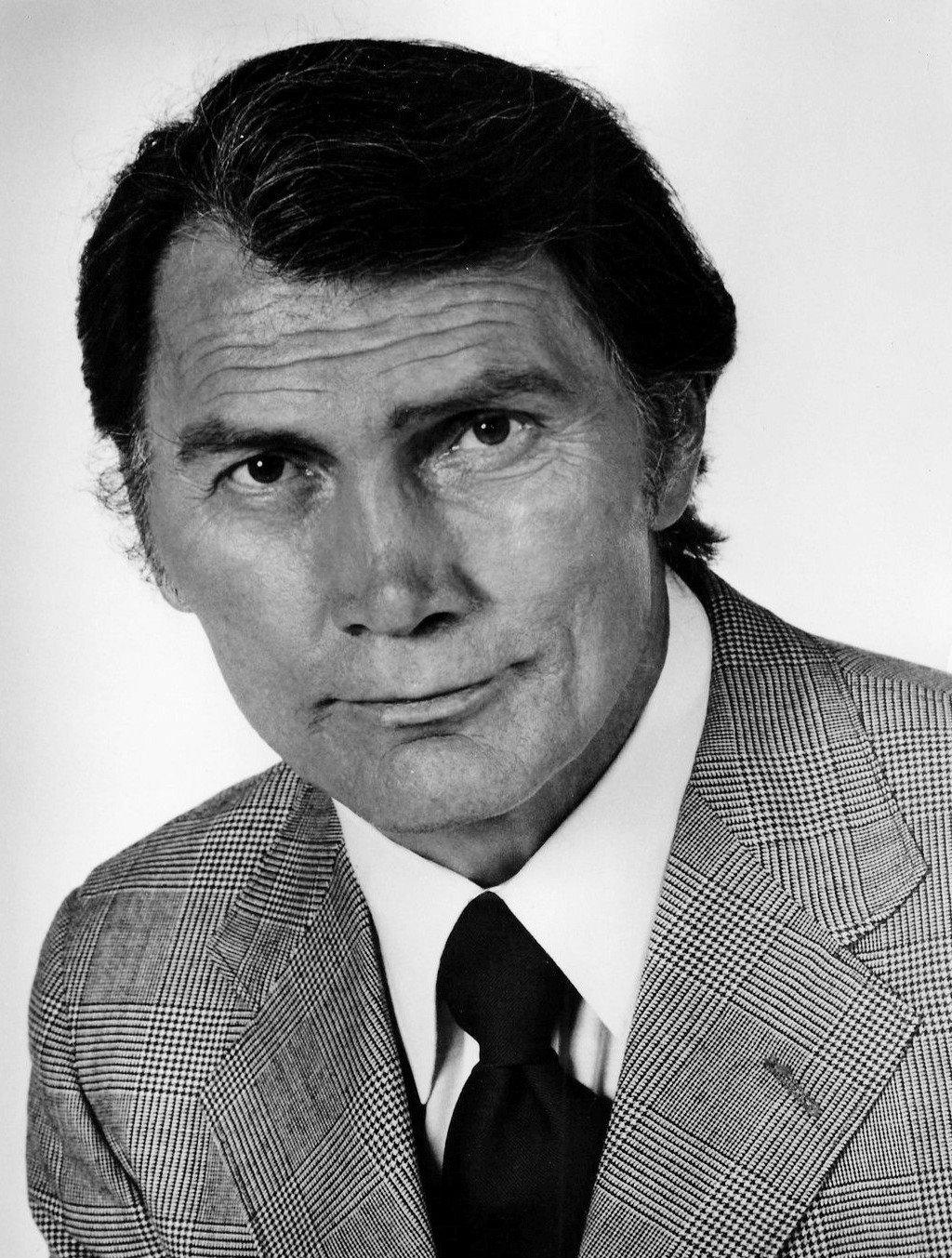
Jack Palance nel 1975

Al pari di Marlon Brando - con cui si alternò per quella pièce sulle tavole del palcoscenico - Palance fu un memorabile Stanley Kowalski in Un tram che si chiama Desiderio il classico della drammaturgia statunitense, scritto nel 1947 da Tennessee Williams. Iniziò la carriera teatrale nel 1947, quando, ventottenne, debuttò a Broadway; gli bastò una breve gavetta per approdare tre anni dopo al grande schermo con il film drammatico Bandiera gialla (1950). Guadagnatosi rapidamente la fama di valido caratterista, ebbe una prima candidatura al Premio Oscar per la parte di Lester Blaine in So che mi ucciderai (1952), e una seconda l'anno successivo per il ruolo del pistolero Jack Wilson nel film Il cavaliere della valle solitaria di George Stevens (1953).
Durante la sua carriera, Palance interpretò numerose altre volte il ruolo del cowboy in film western, anche se questa caratterizzazione alla lunga non gli consentì di sfruttare completamente - a detta dei critici - il suo naturale talento; egli stesso ammise più volte che gli sarebbe piaciuto interpretare ruoli differenti rispetto a quelli per cui era prevalentemente conosciuto. Non gli mancarono tuttavia occasioni di variare il proprio registro interpretativo, se si considera la sua partecipazione a film horror e storici come Dr. Jekyll and Mr. Hyde, Dracula e Attila the Hun, oltre alla pellicola horror omnibus Il giardino delle torture (1967), per la Amicus Productions. 
Palance lavorò molto anche per la televisione, aggiudicandosi nel 1957 un Emmy Award per la miglior interpretazione nel ruolo di Mountain McClintock nella serie Playhouse 90, nell'episodio Requiem for a Heavyweight, scritto da Rod Serling. Fra le esperienze di Palance al di fuori del mercato cinematografico statunitense, va segnalata quella con il regista Jean-Luc Godard, che nel 1963 lo volle per il ruolo del produttore hollywoodiano Jeremy Prokosch nel film Il disprezzo, una delle pellicole più rappresentative della Nouvelle Vague - al fianco di Brigitte Bardot e Michel Piccoli. In un film con dialoghi in francese, Palance fu l'unico che recitò nella sua lingua di origine, cioè la lingua inglese.
Negli anni ottanta, il finale di carriera lo vide impegnato, assieme alla figlia Holly, nella serie televisiva Ripley's Believe It or Not, e nella partecipazione ai film Young Guns - Giovani pistole (1988) e Batman (1989) di Tim Burton. A coronamento della lunga carriera, conquistò l'Oscar al miglior attore non protagonista con il film Scappo dalla città - La vita, l'amore e le vacche (1991). Nel 1994 partecipò come protagonista all'episodio L'isola dei morti del Ai confini della realtà - I tesori perduti, un film per la TV basato su due episodi nati per la serie di Ai confini della realtà.
Palance morì il 10 novembre 2006 per cause naturali nella sua casa di Montecito, in California, all'età di 87 anni; il suo corpo venne cremato. Il suo nome è iscritto nella Hollywood Walk of Fame al 6608 di Hollywood Boulevard e, dal 1992, nella Western Performers Hall of Fame al National Cowboy & Western Heritage Museum di Oklahoma City, Oklahoma.

## Vita privata
Palance si sposò due volte. Dal 1949 al 1966 con Virginia Baker, dalla quale ebbe tre figli: Holly (nata nel 1950), anch'essa attrice, Brooke (nata nel 1952), Cody (nato nel 1955 e morto nel 1998, all'età di quarantadue anni, a causa di un melanoma). Cody, che fu anch'egli attore, recitò accanto al padre nel film Young Guns - Giovani pistole (1988). In sua memoria, Palance istituì il The Cody Palance Memorial Golf Classic, allo scopo di raccogliere fondi destinati all'apertura di un centro anticancro nella città di Los Angeles.
Dopo il divorzio nel 1968 da Virginia Baker, Palance si risposò nel 1987 con Elaine Rogers. Fu anche un discreto pittore e scrittore. Dipinse e vendette numerosi paesaggi, sul retro dei quali usava scrivere propri versi. Fu autore di The Forest of Love, un libro di poesie pubblicato nel 1996 da Summerhouse Press. Poco prima di morire fondò - a Butler Township, Luzerne County (Pennsylvania) - la Holly-Brooke Farm (dal nome delle figlie) per la vendita all'asta a fini di beneficenza di memorabilia riguardanti la sua persona e la sua lunga carriera.

## Filmografia parziale

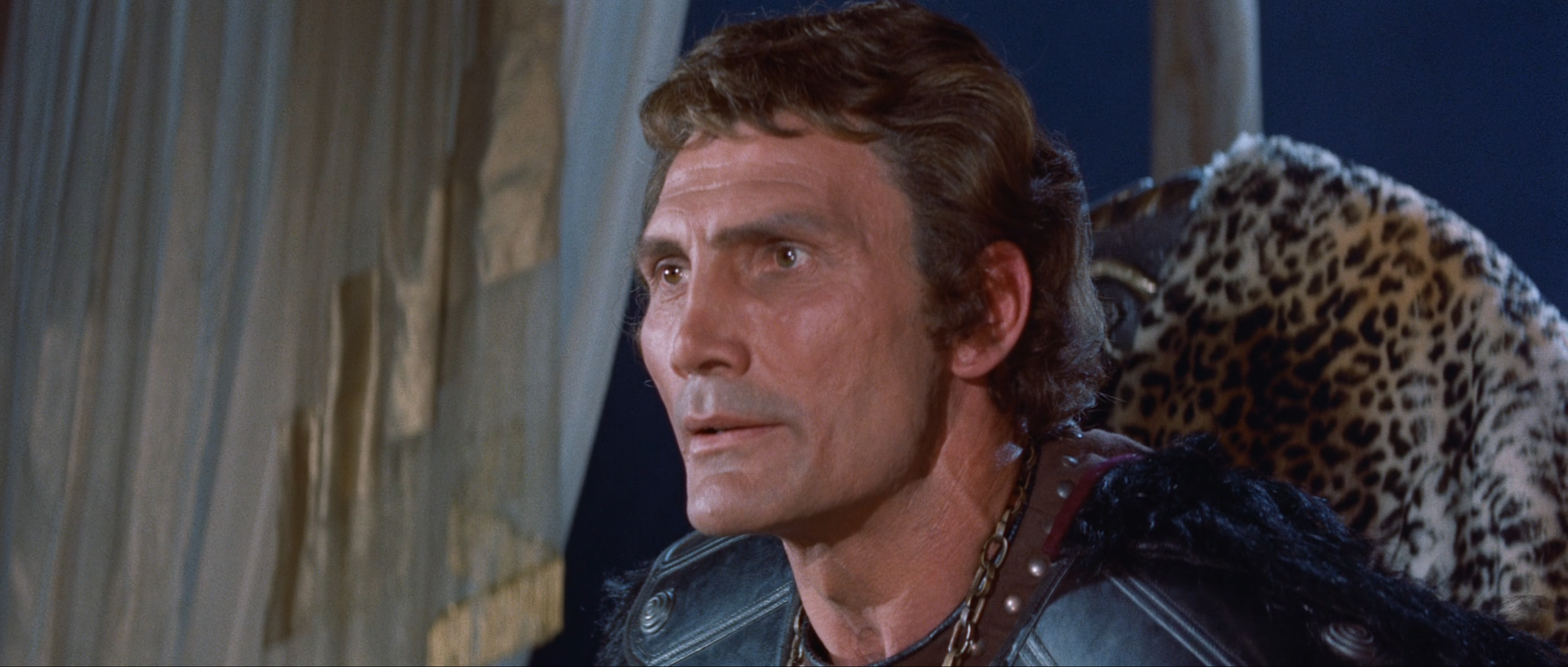
Palance nel ruolo di Alboino in Rosmunda e Alboino (1961)

### Cinema
- Bandiera gialla (Panic in the Streets), regia di Elia Kazan (1950)
- Okinawa (Halls of Montezuma), regia di Lewis Milestone (1951)
- So che mi ucciderai (Sudden Fear), regia di David Miller (1952)
- Il cavaliere della valle solitaria (Shane), regia di George Stevens (1953)
- Duello sulla Sierra Madre (Second Chance), regia di Rudolph Maté (1953)
- La freccia insanguinata (Arrowhead), regia di Charles Marquis Warren (1953)
- Contrabbando a Tangeri (Flight to Tangier), regia di Charles Marquis Warren (1953)
- Una mano nell'ombra (Man in the Attic), regia di Hugo Fregonese (1953)
- Il calice d'argento (The Silver Chalice), regia di Victor Saville (1954)
- Il re dei barbari (Sign of the Pagan), regia di Douglas Sirk (1954)
- Il grande coltello (The Big Knife), regia di Robert Aldrich (1955)
- Bacio di fuoco (Kiss of Fire), regia di Joseph M. Newman (1955)
- Tutto finì alle sei (I Died a Thousand Times), regia di Stuart Heisler (1955)
- Prima linea (Attack!), regia di Robert Aldrich (1956)
- L'uomo solitario (The Lonely Man), regia di Henry Levin (1957)
- L'evaso di San Quintino (House of Numbers), regia di Russell Rouse (1957)
- Oltre il confine (The Man Inside), regia di John Gilling (1958)
- Oltre ogni limite (Flor de mayo), regia di Roberto Gavaldón (1959)
- Dieci secondi col diavolo (Ten Seconds to Hell), regia di Robert Aldrich (1959)
- Napoleone ad Austerlitz (Austerlitz), regia di Abel Gance (1960)
- Revak, lo schiavo di Cartagine (The Barbarians), regia di Rudolph Maté (1960)
- Il giudizio universale, regia di Vittorio De Sica (1961)
- Rosmunda e Alboino, regia di Carlo Campogalliani (1961)
- I mongoli, regia di André De Toth e Leopoldo Savona (1961)
- Barabba, regia di Richard Fleischer (1961)
- La guerra continua, regia di Leopoldo Savona (1962)
- Il criminale, regia di Marcello Baldi (1962)
- Il disprezzo (Le Mépris), regia di Jean-Luc Godard (1963)
- L'ultimo omicidio (Once a Thief), regia di Ralph Nelson (1965)
- I professionisti (The Professionals), regia di Richard Brooks (1966)
- La spia dal cappello verde (The Spy in the Green Hat), regia di Joseph Sargent (1967)
- Il giardino delle torture (Torture Garden), regia di Freddie Francis (1967)
- I mercenari di Macao (Kill a Dragon), regia di Michael D. Moore (1967)
- Il mercenario, regia di Sergio Corbucci (1968)
- Radiografia di un colpo d'oro (Las Vegas, 500 millones), regia di Antonio Isasi-Isasmendi (1968)
- L'urlo dei giganti (Hora cero: Operación Rommel), regia di León Klimovsky (1969)
- Che!, regia di Richard Fleischer (1969)
- Non uccidevano mai la domenica (The Desperados), regia di Henry Levin (1969)
- Justine, ovvero le disavventure della virtù (Marqus De Sade: Justine), regia di Jesús Franco (1969)
- La legione dei dannati, regia di Umberto Lenzi (1969)
- L'ultimo tramonto sulla terra dei McMasters (The McMasters), regia di Alf Kjellin (1970)
- Monty Walsh, un uomo duro a morire (Monte Walsh), regia di William A. Fraker (1970)
- Vamos a matar compañeros, regia di Sergio Corbucci (1970)
- Cavalieri selvaggi (The Horsemen), regia di John Frankenheimer (1971)
- Si può fare... amigo, regia di Maurizio Lucidi (1972)
- Tedeum, regia di Enzo G. Castellari (1972)
- Chato (Chato's Land), regia di Michael Winner (1972)
- Blu Gang - E vissero per sempre felici e ammazzati, regia di Luigi Bazzoni (1973)
- I duri di Oklahoma (Oklahoma Crude), regia di Stanley Kramer (1973)
- Il buio macchiato di rosso (Craze), regia di Freddie Francis (1974)
- La lunga faida (The Hatfields and the McCoys), regia di Clyde Ware (1975)
- Chicago anni '30 via col piombo (The Four Deuces), regia di William H. Bushnell (1975)
- Il richiamo del lupo, regia di Gianfranco Baldanello (1975)
- L'infermiera, regia di Nello Rossati (1975)
- Diamante Lobo, regia di Frank Kramer (1976)
- Africa Express, regia di Michele Lupo (1976)
- I padroni della città, regia di Fernando Di Leo (1976)
- Safari Express, regia di Duccio Tessari (1976)
- Squadra antiscippo, regia di Bruno Corbucci (1976)
- Eva nera, regia di Joe D'Amato (1976)
- Sangue di sbirro, regia di Alfonso Brescia (1976)
- Welcome to Blood City, regia di Peter Sasdy (1977)
- The One Man Jury, regia di Charles Martin (1978)
- Angels' Brigade, regia di Greydon Clark (1979)
- Cocaine Cowboys, regia di Ulli Lommel (1979)
- Ritratto di un killer (Portrait of a Hitman), regia di Allan A. Buckantz (1979)
- La spada di Hok (Hawk the Slayer), regia di Terry Marcel (1980)
- Horror - Caccia ai terrestri (Without Warning), regia di Greydon Clark (1980)
- Nel buio da soli (Alone in the Dark), regia di Jack Sholder (1982)
- Bagdad Café (Out of Rosenheim), regia di Percy Adlon (1987)
- Gor, regia di Fritz Kiersch (1987)
- Young Guns - Giovani pistole (Young Guns), regia di Christopher Cain (1988)
- Ritorno a Gor (Outlaw of Gor), regia di John Cardos (1988)
- Batman, regia di Tim Burton (1989)
- Tango & Cash, regia di Andrej Končalovskij (1989)
- Solar Crisis, regia di Richard C. Sarafian (1990)
- Scappo dalla città - La vita, l'amore e le vacche (City Slickers), regia di Ron Underwood (1991)
- Cyborg 2, regia di Michael Schroeder (1993)
- Scappo dalla città 2 (City Slickers II: The Legend of Curly's Gold), regia di Paul Weiland (1994)
- L'incantesimo del lago (The Swan Princess), regia di Richard Rich (1994) - voce
- Poliziotti a domicilio (Cops and Robbersons), regia di Michael Ritchie (1994)
- Ai confini della realtà - I tesori perduti (Twilight Zone: Rod Serling's Lost Classics), regia di Robert Markowitz (1994)
- L'isola del tesoro (Treasure Island), regia di Peter Rowe (1999)
- Prancer - Una renna per amico (Prancer Returns), regia di Joshua Butler (2001)

### Televisione

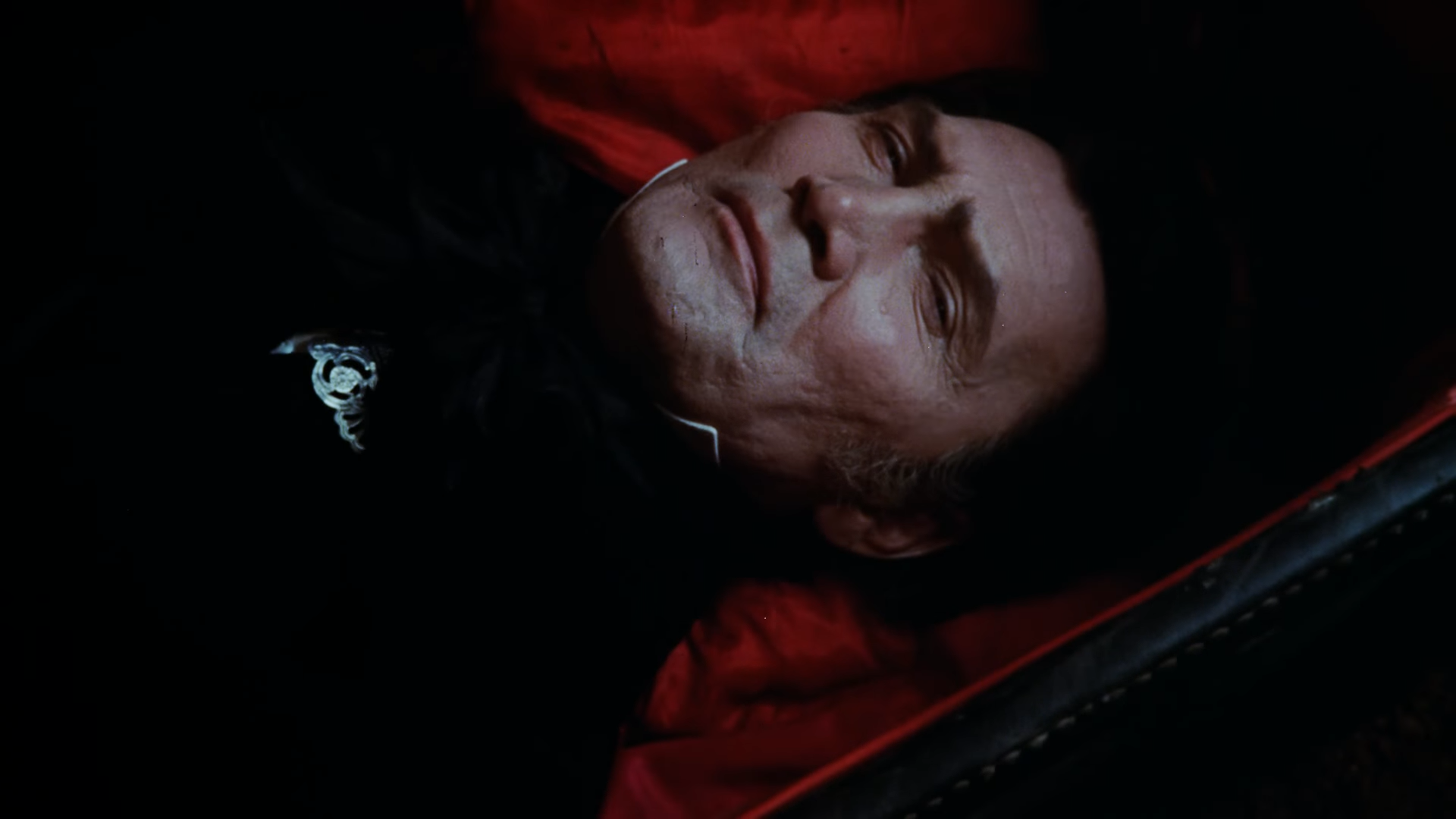
Palance nel ruolo di Dracula ne Il demone nero (1974)

- Lights Out – serie TV, episodio 2x33 (1950)
- Convoy – serie TV, episodio 1x04 (1965)
- I giorni di Bryan (Run for Your Life) – serie TV, episodio 2x02 (1966)
- Lo strano caso del dottor Jekyll e mr. Hyde (The Strange Case of Dr. Jekyll and Mr. Hyde), regia di Charles Jarrott – film TV (1968)
- Il demone nero (Dracula), regia di Dan Curtis – film TV (1974)
- The Godchild, regia di John Badham – film TV (1974)
- Ebenezer, regia di Ken Jubenville – film TV (1998)

## Riconoscimenti parziali
- Premio Oscar
  - 1953 – Candidatura al miglior attore non protagonista per So che mi ucciderai
  - 1954 – Candidatura al miglior attore non protagonista per Il cavaliere della valle solitaria
  - 1992 – Migliore attore non protagonista per Scappo dalla città - La vita, l'amore e le vacche

- Golden Globe
  - 1992 – Miglior attore non protagonista per Scappo dalla città - La vita, l'amore e le vacche

- Primetime Emmy Awards
  - 1957 – Migliore attore protagonista in una miniserie o film per Playhouse 90, episodio Requiem for a Heavyweight

## Doppiatori italiani
Nelle versioni in italiano dei suoi film Jack Palance è stato doppiato da:
- Emilio Cigoli in So che mi ucciderai, Duello sulla Sierra Madre, Il grande coltello, Bacio di fuoco, Tutto finì alle sei, Prima linea, Dieci secondi col diavolo, La battaglia di Austerlitz, Revak, lo schiavo di Cartagine, Rosmunda e Alboino, I mongoli, Il disprezzo, Non uccidevano mai la domenica
- Renato Turi ne Il mercenario, Justine, ovvero le disavventure della virtù, L'ultimo tramonto sulla terra dei McMasters, Cavalieri selvaggi, Si può fare... amigo, Il demone nero
- Pino Locchi ne La legione dei dannati, Tedeum, I padroni della città, Tango & Cash, Scappo dalla città 2
- Stefano Sibaldi ne Il cavaliere della valle solitaria, La freccia insanguinata, Contrabbando a Tangeri, Il re dei barbari
- Gianni Musy in Young Guns - Giovani pistole, Batman, La fine dell'inverno
- Lauro Gazzolo in Okinawa, L'uomo solitario
- Luciano De Ambrosis in L'ultimo omicidio, Il richiamo del lupo
- Sergio Tedesco in Vamos a matar, compañeros, Night Visions
- Glauco Onorato in Africa Express, Buffalo Girls
- Giorgio Capecchi in Bandiera gialla
- Mario Pisu ne Il calice d'argento
- Arnoldo Foà in L'evaso di San Quintino
- Aldo Giuffré ne Il giudizio universale
- Bruno Persa in Barabba
- Massimo Foschi ne I professionisti
- Giuseppe Rinaldi in L'urlo dei giganti
- Sergio Rossi in Chato
- Corrado Gaipa ne I duri di Oklahoma
- Roberto Villa in Diamante Lobo
- Antonio Guidi in Safari Express
- Renato Mori in Squadra antiscippo
- Leonardo Severini in Eva nera
- Gabriele Carrara in Horror - Caccia ai terrestri
- Diego Reggente in Nel buio da soli
- Franco Zucca in Bagdad Cafè
- Michele Kalamera in Scappo dalla città - La vita, l'amore e le vacche
- Oreste Rizzini in Cyborg 2
- Dario Penne in Poliziotti a domicilio
- Maurizio Scattorin in Ai confini della realtà - I tesori perduti
- Antonio Paiola in Prancer - Una renna per amico
- Paolo Buglioni in Il calice d'argento (ridoppiaggio)

Come doppiatore è stato sostituito da:
- Francesco Pannofino in L'incantesimo del lago